# Кёбке, Кристен
Кристен Кёбке (дат. Christen Købke; 26 мая 1810, Копенгаген — 7 февраля 1848, там же) — датский живописец и график, известнейший представитель Золотого века датской живописи.

## Биография
Кёбке был одним из 11 детей пекаря. В возрасте 11 лет он переболел острой ревматической лихорадкой и, выздоравливая, много рисовал, после чего решил стать художником. С 1822 года посещал Академию Художеств в Копенгагене, с 1828 года учился у К. В. Эккерсберга.
Творчество Кёбке стилистически близко к бидермейеру. Кёбке известен своими портретами («Сестра художника», 1831), пейзажами («Ёстербро при утреннем освещении», 1836), картинами архитектурных сооружений, жанровыми сценами. Картины Кёбке характеризуются чёткостью композиции, гармоничностью цветовой гаммы, точностью передачи повседневной жизни.